# Leonard Plukenet

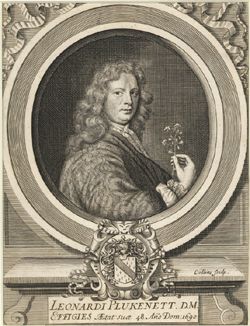
Leonard Plukenet.

Leonard Plukenet (* Januar 1642; † 6. Juli 1706 in Westminster) war ein englischer Botaniker. Sein offizielles botanisches Autorenkürzel lautet „Pluk.“  

## Leben
Leonard Plukenet wurde von Königin Maria II. eingestellt um ihre stark angewachsene Sammlung exotischer Pflanzen, die sich in den Gärten des Schlosses Hampton Court befand, zu dokumentieren und zu erhalten. Später ernannte sie ihn zum königlichen Professor für Botanik. 
Er unterstützte John Ray bei der Gestaltung des zweiten Bandes seines Werkes Historia Plantarum, der 1688 in London erschien. In seinem vierteiligen Werk Phytographia beschrieb er viele neue und seltene Pflanzen. Eine Reihe der über 2700 Abbildungen stammen von John Banister. Bis zu seinem Tod 1706 trug Plukenet ein etwa 8000 Arten umfassendes Herbarium zusammen. Zunächst erwarb dieses der Bischof von Norwich. Später ging das Herbarium an Hans Sloane, der es in seine umfangreiche Sammlung aufnahm. Heute sind die 23 Bände ein Teil des Sloane Herbariums des Naturhistorischen Museums in London.
1699 wurde er korrespondierendes Mitglied der Académie royale des sciences.

## Ehrentaxon
Charles Plumier benannte ihm zu Ehren die Gattung Plukenetia der Pflanzenfamilie der Wolfsmilchgewächse (Euphorbiaceae). Carl von Linné übernahm später diesen Namen.

## Werke
- Phytographia, sive stirpium illustriorum & minus cognitarum icones. 1691–1692.
- Almagestum botanicum sive Phytographiae Pluc'netianae Onomasticon Methodo Syntheticâ digestum. 1696 (online).
- Almagesti botanici mantissa. 1700 (online).
- Amaltheum botanicum. 1705 (online).
- Opera Omnia Botanica. 6 Bände, 1691–1705.

## Nachweise